# 音楽派トゥギャザー
『音楽派Together』（おんがくはトゥギャザー）は、1989年10月12日から同年12月14日までTBS系列で毎週木曜日の22:00 - 22:54（JST）に放送されていたTBS製作の音楽番組である。全10回。

## 概要
11年間続いた人気番組『ザ・ベストテン』の後を受けてスタート。放送時間は、前途の通り『ザ・ベストテン』よりも1時間遅い木曜 22:00 - 22:54 （日本標準時）だった。
司会には引き続き黒柳徹子を起用し、さらにパートナーとして高田純次を起用した。番組スポンサーも『ザ・ベストテン』末期のスポンサー各社がそのまま務め、スタジオセットのモニター、出演者の氏名・楽曲名のテロップ（左上の順位は外された）も『ザ・ベストテン』からの流用だった。その一方で本番組はランキングの要素を排除し、『ザ・ベストテン』の前番組である『トップスターショー・歌ある限り』とほぼ同様にゲストミュージシャンたちとのトークの時間に比重を置いていた。登場するミュージシャンは毎回5 - 6組で、トークの時間は1組あたり10分ほどだった。
初回の視聴率は11.0%を記録したものの（関東地区、ビデオリサーチ社調べ）、第2回以降の平均視聴率は7 - 8%台と大きく低下。第6回までの平均視聴率は7.0%で、最後まで伸びることはなく、結局番組は3ヶ月で年内に打ち切られた。打ち切りは11月中には公表された。TBSでのゴールデン・プライムタイムの音楽番組としては2年9ヶ月後の1992年10月に開始する『突然バラエティー速報!!COUNT DOWN100』まで途絶えることになる。懐かしの番組を振り返る特番などで本番組が取り上げられることはほとんどなく、『王様のブランチ』に高田がゲスト出演した際に一度取り上げられた程度である。
- 演奏 - 宮間利之とニューハード+GTサウンド
- 指揮 - 長洲忠彦

## 放送リスト
| 放送回 | 放送日   | 新聞紙のテレビ番組表における内容記載                                                        |
| ------ | -------- | ------------------------------------------------------------------------------------------- |
| 第1回  | 10月12日 | ▽今、女性人気№１の田原TV初公開ショー▽２年振り小比類巻▽生中継で迫る話題のＸ▽抱いて森高       |
| 第2回  | 10月19日 | ▽荻野目ＩＮ東京新名所▽徳永・男の本音告白▽浅香絶品秋の味覚▽薬師丸秘密特訓の成果？▽沢田交友録 |
| 第3回  | 10月26日 | ▽今夜高田は元気丸▽沢田愛を歌う▽アン、藤真利子カラオケの仲▽近藤噂の新曲▽イカ天バンド登場     |
| 第4回  | 11月2日  | ▽パキスタン生中継▽藤真利子・光ゲンジ㊙関係？▽デーモン究極の演歌挑戦▽新曲スタレビ・藤田朋子  |
| 第5回  | 11月9日  | ▽爆風スランプ狂乱のスペシャル▽ハウンドドッグ、浜田麻里、ウィンク新曲▽光ゲンジ㊙交友録ほか   |
| 第6回  | 11月16日 | ▽課長必見・女性歌手のオトコ批判▽杉本・田中のセクシー姿 石川さゆり ウィンク 酒井法子ほか     |
| 第7回  | 11月23日 | ▽五木ひろしスペシャル‥‥酒・男・女▽爆笑交遊録麻実れいと誰？ 武田鉄矢 チャチャ 黒沢光義ほか   |
| 第8回  | 11月30日 | 桂銀淑シャンソンに挑戦▽冬のチューブ爆発▽緊張？中村雅俊▽謎のオヨネーズ▽交友録 伊東ゆかりほか |
| 第9回  | 12月7日  | 杏里でオリビア▽デビュー曲・ウィンク▽荻野目ビートさく烈▽歌の魅力・柳葉▽フィリップ・ベイリー  |
| 第10回 | 12月14日 | 「Ｘマスの贈り物」 近藤真彦 浜田麻里 爆風スランプ 麗美 酒井法子 小林明子 チェッカーズ       |

※『読売新聞』による